# Tropidophiidae
Famille
Synonymes
- Tropidophiinae Brongersma, 1951

Les Tropidophiidae sont une famille de serpents.

## Répartition
Les espèces de cette famille se rencontrent en Amérique centrale et en Amérique du Sud.

## Liste des genres
Selon The Reptile Database (4 nov. 2011) :
- Trachyboa Peters, 1860
- Tropidophis Bibron in de la Sagra, 1840
- Xenophidion Günther & Manthey, 1995

## Publication originale
- Brongersma, 1951 : Some notes upon the anatomy of Tropidophis and Trachyboa (Serpentes). Zoologische Mededelingen, vol. 31, n. 11, p. 107-124 (texte intégral).